# Кубок Болгарії з футболу 1949
Кубок Болгарії з футболу 1949 — 9-й розіграш кубкового футбольного турніру в Болгарії. Титул вчетверте здобув Левські (Софія).

## 1/8 фіналу
| Команда 1               | Рахунок | Команда 2             |
| ----------------------- | ------- | --------------------- |
| 3 квітня 1949           |         |                       |
| Ботев (Бургас)          | 2:1     | Локомотив (Софія)     |
| Марек (Станке Димитров) | 0:0 дч  | Славія (Софія)        |
| Септемврі (Плевен)      | 2:1     | Славія (Пловдив)      |
| Торпедо (Перник)        | 2:1     | Ботев при ДНВ (Варна) |
| Спартак (Пазарджик)     | 1:4     | Левські (Софія)       |
| Партизанин (Ямбол)      | 0:4     | ЦДНВ (Софія)          |
| Динамо (Софія)          | 1:4     | Бенковські (Видин)    |
| Спартак (Варна)         | 0:1     | Спартак (Софія)       |

Перегравання
| Команда 1               | Рахунок | Команда 2      |
| ----------------------- | ------- | -------------- |
| 4 квітня 1949           |         |                |
| Марек (Станке Димитров) | 0:2     | Славія (Софія) |

## 1/4 фіналу
| Команда 1          | Рахунок | Команда 2          |
| ------------------ | ------- | ------------------ |
| 17 квітня 1949     |         |                    |
| ЦДНВ (Софія)       | 1:1 дч  | Спартак (Софія)    |
| Септемврі (Плевен) | 3:1     | Ботев (Бургас)     |
| Левські (Софія)    | 7:0     | Торпедо (Перник)   |
| Славія (Софія)     | 4:0     | Бенковські (Видин) |

Перегравання
| Команда 1      | Рахунок | Команда 2       |
| -------------- | ------- | --------------- |
| 18 квітня 1949 |         |                 |
| ЦДНВ (Софія)   | 3:2 дч  | Спартак (Софія) |

## 1/2 фіналу
| Команда 1       | Рахунок | Команда 2          |
| --------------- | ------- | ------------------ |
| 1 травня 1949   |         |                    |
| ЦДНВ (Софія)    | 6:4     | Септемврі (Плевен) |
| Левські (Софія) | 1:0     | Славія (Софія)     |

## Фінал
| 8 травня 1949 |

| Левські (Софія) | 1:1 дч   | ЦДНВ (Софія) |
| --------------- | -------- | ------------ |
| Георгієв 81'    | Протокол | Стефанов 6'  |

| Юнак, Софія Глядачів: 35 000 Арбітр: Тодор Стоянов |

Перше перегравання
| 16 травня 1949 |

| Левські (Софія)   | 2:2 дч   | ЦДНВ (Софія)             |
| ----------------- | -------- | ------------------------ |
| Димитров 56', 59' | Протокол | Богданов 36' Міланов 51' |

| Юнак, Софія Глядачів: 35 000 Арбітр: Стефан Данчев |

Друге перегравання
| 17 травня 1949 |

| Левські (Софія)          | 2:1 дч   | ЦДНВ (Софія)      |
| ------------------------ | -------- | ----------------- |
| Спасов 78' Димитров 113' | Протокол | Божилов 2' (пен.) |

| Юнак, Софія Глядачів: 35 000 Арбітр: Стефан Данчев |